# Josep Brunet
Josep Brunet Vila (Badalona, 14 ottobre 1930 – Barcellona, 1º marzo 2014) è stato un cestista spagnolo.

## Palmarès
- Copa del Rey: 3

Joventut de Badalona: 1953, 1955, 1958